# Троянов, Лев Сергеевич
Лев Сергеевич Троя́нов (18 мая 1902, Большой Сундырь, Козьмодемьянский уезд, Казанская губерния, Российская империя — 1984, Ленинград, СССР) — советский конструктор бронетехники, специалист в области создания танков и самоходных артиллерийских установок. Дважды лауреат Сталинской премии первой степени (1943, 1946). Доктор технических наук.

## Биография

### Происхождение
Родился 18 мая 1902 года в селе Большой Сундырь Татаркасинской волости Козьмодемьянского уезда Казанской губернии в семье земского врача (отец — Сергей Михайлович Троянов, врач Больше-Сундырской лечебницы, чина не имел). Позднее семья переехала в Астрахань, где Лев Троянов в 1919 году окончил реальное училище и поступил добровольцем на службу в РККА.
В конце 1921 года он приезжает в Ленинград и поступает на механический факультет Ленинградского технологического института, совмещая учёбу с работой в инженерно-технических должностях на ряде промышленных предприятий.

### Конструкторская работа
В 1929—1942 годах — работает в Опытно-конструкторском машиностроительном отделе (ОКМО) завода «Большевик» (завод № 174).
Во время эвакуации в ноябре 1941 года в Чкалове, а затем в апреле 1942 года в Омске — заместитель начальника КБ завода № 174. Участвовал в налаживании выпуска танков на новых производственных площадях, сначала Т-50 из ленинградского задела, а затем Т-34, на выпуск которых был переведен завод № 174 в Омске.
С 1942 года — заместитель главного конструктора Челябинского Кировского завода (ЧКЗ) («Танкоград») Ж. Я. Котина, отвечал за создание артсамоходов.
C 1949 года, со дня основания ВНИИТрансмаш, работал в нём до 1973 года в должностях начальника отдела, старшего научного сотрудника. Доктор технических наук (1962). В 1969—1973 годах, после ухода с должности начальника отдела ВНИИтрансмаш, Троянов продолжал трудиться старшим научным сотрудником, передавая свой опыт молодым инженерам.

## Основные работы
- 203-мм гаубица Б-4 образца 1931 года.
- 76-мм СУ-5 в трех модификациях — с 76, 122 и 152-мм орудиями, зенитную 76-мм САУ СУ-6 — 1932—1936 гг.
- Шасси для СУ-14, СУ-14-1 с 203-мм гаубицей и СУ-14-2 со 152-мм пушкой — 1936—1939 гг.
- Т-100 и артсамоход Т-100У со 130-мм морским орудием.
- артсамоходы СУ-122, КВ-14 со 152-мм пушкой, СУ-152 с гаубицей МЛ-20С.
- ИСУ-152-1, ИСУ-152-2, БЛ-8, БЛ-10, ИСУ-130, ИСУ-122БМ — не были приняты на вооружение.
- тяжёлые танки ИС-2, ИС-3, ИС-4.
- танк Т-50.

## Награды и премии
- Сталинская премия первой степени (1943) — за разработку нового вида артиллерийского вооружения (СУ-122, КВ-14, СУ-152).
- Сталинская премия первой степени (1946) — за создание конструкции танка ИС-1 и коренное усовершенствование существующего танка
- орден Отечественной войны I степени (1945) — «За успешное выполнение заданий Государственного Комитета Обороны по выпуску танков, артсамоходных установок, бронекорпусов, танковых агрегатов и запасных частей и обеспечение ими Красной Армии»[3]
- орден Отечественной войны II степени (1945) — «За успешное выполнение заданий Государственного Комитета Обороны по обеспечению Красной Армии танками и артиллерийскими самоходными установками»[4]
- орден Красной Звезды (1944) — «За образцовое выполнение задания правительства по усовершенствованию конструкции и улучшению боевых качеств танка Т-34 и достигнутые успехи в создании отличной боевой машины для Красной Армии»[5]
- орден Красной Звезды
- орден «Знак Почёта»
- медаль «За доблестный труд в Великой Отечественной войне 1941—1945 гг.»

## Комментарии
1. ↑  В «Адрес-календаре Казанской губернии на 1905 год» отмечено, что место врача в Больше-Сундырской лечебнице вакантно.